# Општина Пардоши (Бузау)
Пардоши (рум. Pardoşi) општина је у Румунији у округу Бузау.
Oпштина се налази на надморској висини од 349 m.